# Pieter Coecke van Aelst
Pieter Coecke van Aelst oppure Pieter Coecke van Aelst il Vecchio (Aalst, 14 agosto 1502 – Bruxelles, 6 dicembre 1550) è stato un pittore, scultore e architetto fiammingo.

## Biografia
Figlio di un noto arazziere, Pieter van Aelst, studiò sotto la guida di Bernard van Orley e successivamente soggiornò in Italia prima di trasferirsi ad Anversa nel 1527, dove divenne maestro pittore e stampatore.
Sei anni dopo trasferì a Costantinopoli per un anno impegnato in una commissione di arazzi e nel 1544 aprì uno studio-laboratorio a Bruxelles dove realizzò le sue opere. Fu nominato pittore di corte di Carlo V, imperatore del Sacro Romano Impero.

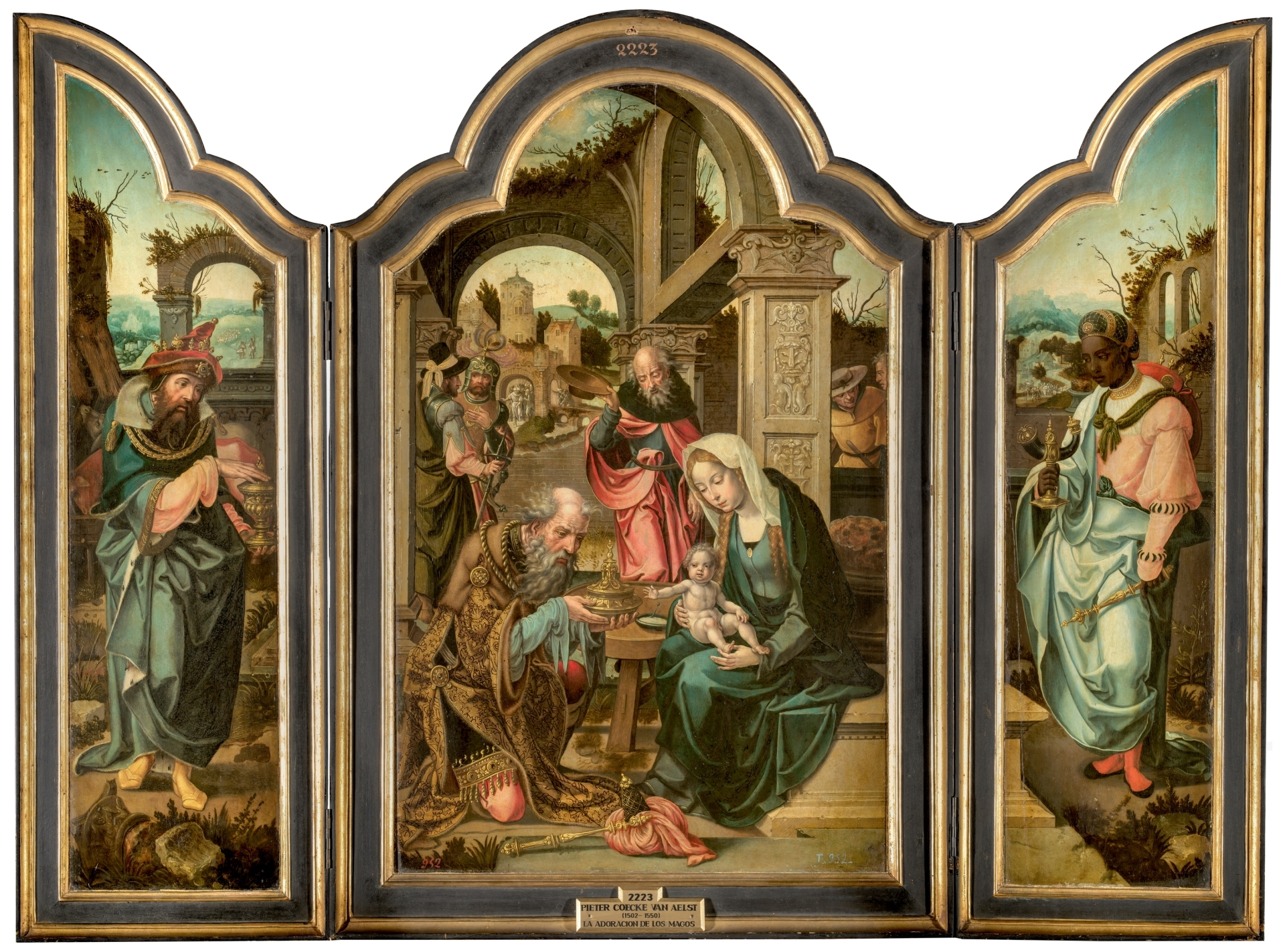
L'adorazione dei Maghi

Nel 1537 van Aelst fu eletto decano della Corporazione di San Luca di Anversa e ricevette importanti commissioni per la progettazione di vetrate colorate, tra le quali, la Cattedrale di Anversa. Tra i suoi studenti vanno ricordati Gillis van Coninxloo, Willem Key, Nicolas Lucidel, Hans Vredeman de Vries, Michael Coxcie. Fu inoltre maestro di Pieter Brueghel il Giovane e Jan Brueghel il Vecchio. Era inoltre lo zio di Joachim Beuckelaer.
In particolare, van Aelst è noto per le sue realizzazioni ispirate dai trattati di architettura e arte scritti da Sebastiano Serlio, con i quali ha svolto un ruolo cruciale per la diffusione dell'ideale rinascimentale e per la transizione dallo stile tardo gotico predominante nel suo paese in quel tempo. I suoi soggetti principali erano temi religiosi cristiani. 
Pieter Coecke van Aelst è stato un artista versatile e un maestro designer che ha ideato dipinti su pannello, sculture, stampe, arazzi, vetrate e lavori di oreficeria. I suoi disegni sono una testimonianza importante delle sue capacità in quanto sono l'unico corpo di opere dell'artista ad essere autografate. Circa quaranta disegni sono considerati autografi, oltre ai cartoni e frammenti di cartoni sui quali probabilmente lavorava con gli assistenti. La maggior parte dei suoi disegni sono legati ai suoi disegni di arazzi.

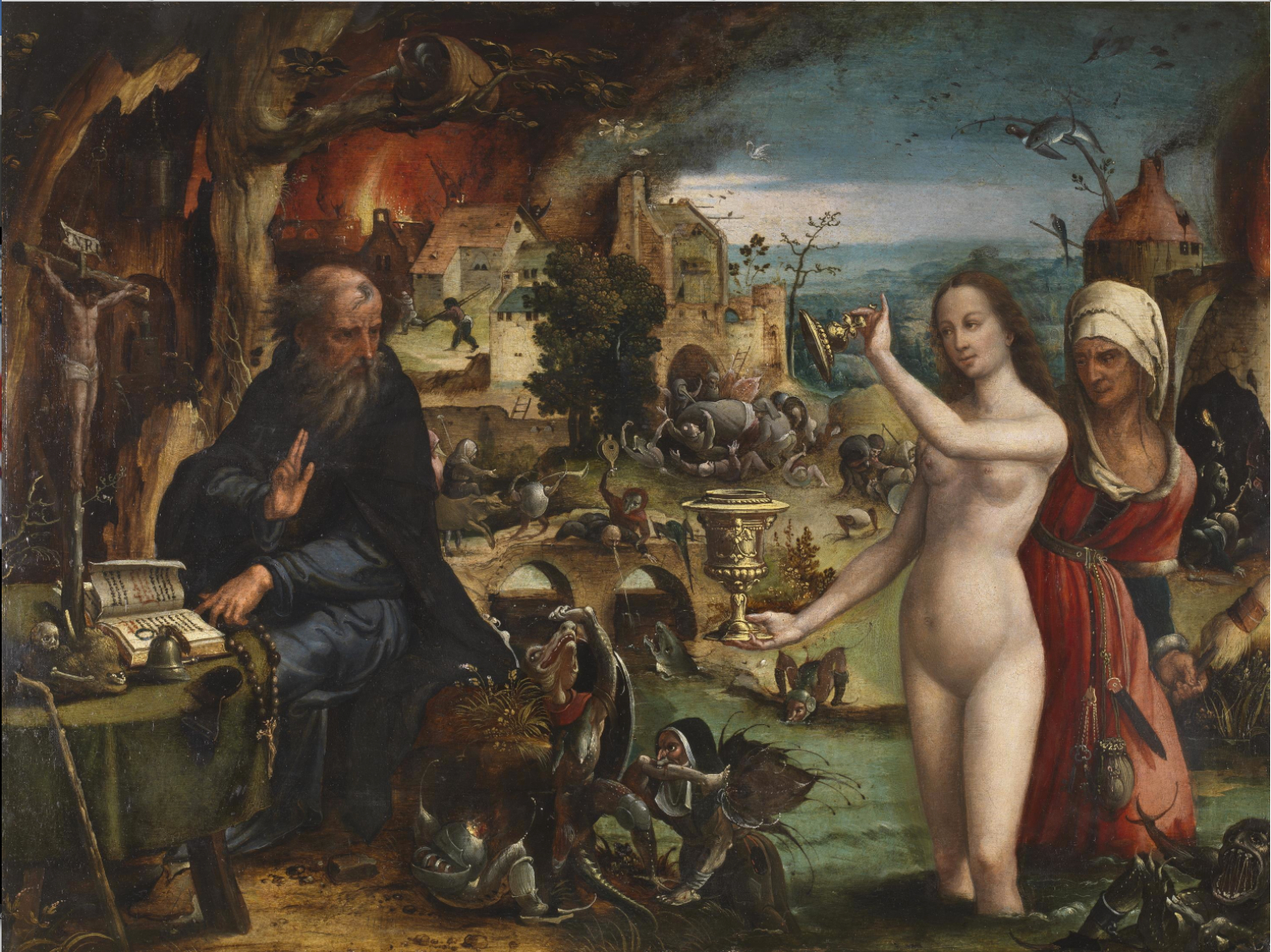
La tentazione di Sant'Antonio

Nella sua arte Coecke ha mostrato la sua ambizione di emulare artisti italiani contemporanei. A partire dagli ultimi anni '20, i suoi lavori iniziano a rivelare l'influenza italiana, come è evidente nelle sue figure, che guadagnano in monumentalità, oltreché il maggior movimento e drammaticità nelle sue composizioni. Il suo modello principale era Raffaello e la sua scuola.
Realizzò decorazioni di pregevole fattura in occasione della entrata (1549) di Filippo II di Spagna nella città di Anversa.
Coecke van Aelst era un poliglotta ed ha pubblicato traduzioni in francese e tedesco di antichi testi romani e trattati architettonici italiani moderni. Queste pubblicazioni hanno contribuito alla diffusione delle idee del Rinascimento nell'Europa settentrionale.
Pieter Coecke van Aelst si è sposato una prima volta con Anna van Dornicke nel 1525, poco dopo il suo trasferimento ad Anversa. Anna era la figlia di Jan Mertens van Dornicke, uno dei pittori di maggior successo attivi ad Anversa. Peter Coecke van Aelst rilevò il laboratorio del suocero dopo la morte di quest'ultimo nel 1527. La coppia ebbe due bambini da questo primo matrimonio, Michiel e Pieter II; quest'ultimo diventò anche lui un pittore.

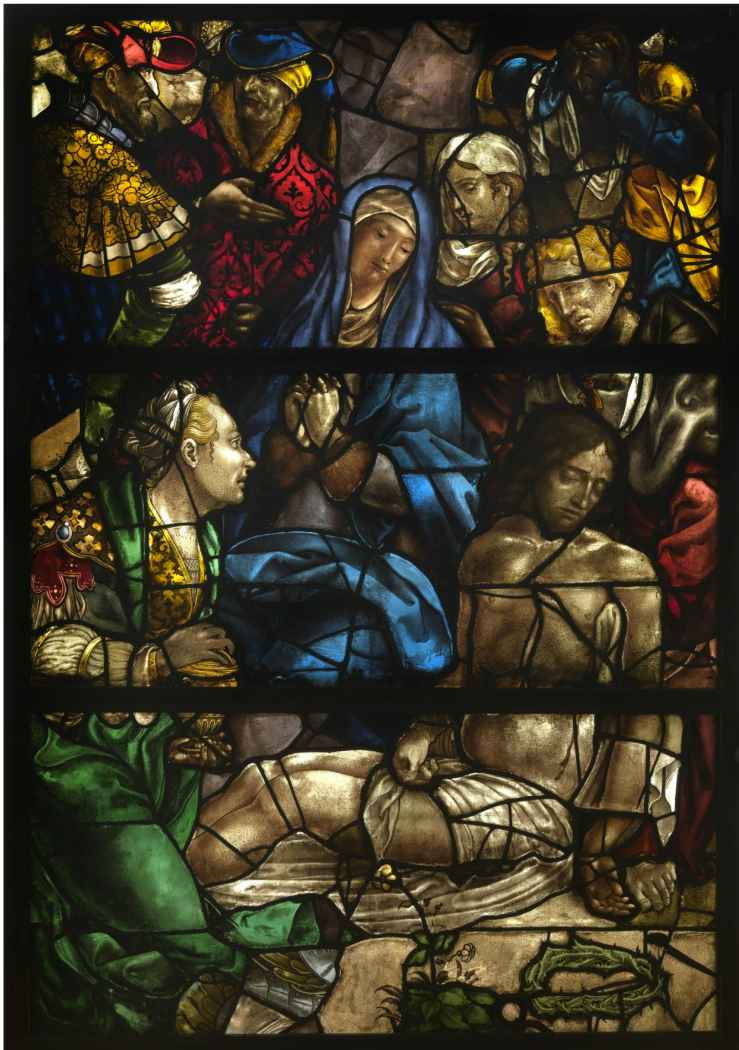
Pietà

Intorno al 1538 Coecke van Aelst si sposò per una seconda volta. La sua seconda moglie, Mayken Verhulst, una pittrice di miniature, era originaria di Malines. La coppia ebbe tre figli, due figlie chiamate Katelijne e Maria, e un figlio di nome Pauwel. Il famoso pittore Pieter Bruegel il Vecchio sposò la figlia Maria di Coecke van Aelst. La seconda moglie di Coecke van Aelst è stata la prima insegnante dei suoi nipoti, Pieter Brueghel il Giovane e Jan Brueghel il Vecchio.

## Opere
- Cristo e i suoi discepoli lungo la strada per Emmaus, olio, 68x87 cm, collezione privata
- Arazzi per la Cappella Sistina, 1515-1519 circa, Pinacoteca Vaticana, Roma
- Crocifissione, arazzo, Pinacoteca Civica, Forlì
- Trinità, olio, 98x84 cm, Museo del Prado, Madrid
- Trittico, anni 1530, olio, 105x68 cm (centrale), 105x28 cm (laterali), collezione privata
- Trittico dell'Adorazione dei Magi, olio, 89x57 cm (centrale), 89x25 cm (laterali), collezione privata
- Trittico de "L'adorazione dei Magi", "L'annunciazione", "Il riposo nella fuga d'Egitto", Galleria di Palazzo Bianco, Genova